# 야마다이라촌
야마다이라촌(山平村)은 니가타현 히가시쿠비키군에 있던 촌이다. 

## 역사
- 1889년 4월 1일 - 정촌제 시행에 의해 히가시쿠비키군 야마다이라촌이 성립하였다.
- 1954년 3월 31일 - 마쓰다이촌과 합병해 마쓰다이촌이 신설되어 소멸하였다.

## 참고문헌
- 『市町村名変遷辞典』東京堂出版、1990年。